# Ken Wharton
Ken Wharton va ser un pilot de curses automobilístiques anglès que va arribar a disputar curses de Fórmula 1.
Ken Wharton va néixer el 21 de març del 1916 a Smethwick, Anglaterra i va morir el 12 de juny del 1957 en un accident disputant una cursa al circuit d'Ardmore, prop d'Auckland, Nova Zelanda.

## A la F1
Va debutar a la tercera temporada de la història del campionat del món de la Fórmula 1, la corresponent a l'any 1952, disputant el 18 de maig el GP de Suïssa, que era la prova inaugural de la temporada.
Ken Wharton va participar en setze (15 sortides) curses puntuables pel campionat de la F1, repartides en quatre temporades 1952, 1953, 1954 i 1955.
Wharton va disputar i guanyar nombroses curses fora del món de la Fórmula 1.

## Resultats a la Fórmula 1
| Any  | Equip                    | Xassís      | Motor    | 1     | 2   | 3       | 4       | 5       | 6       | 7       | 8     | 9      | Posició | Punts |
| ---- | ------------------------ | ----------- | -------- | ----- | --- | ------- | ------- | ------- | ------- | ------- | ----- | ------ | ------- | ----- |
| 1952 | Scuderia Franera         | Frazer-Nash | Bristol  | SUI 4 | 500 | BEL Ret | FRA     | GBR     | ALE     |         |       |        | 13è     | 3     |
| 1952 | Scuderia Franera         | Frazer-Nash | Bristol  |       |     |         |         |         |         | HOL Ret |       |        | 13è     | 3     |
| 1952 | Scuderia Franera         | Cooper      | Bristol  |       |     |         |         |         |         |         | ITA 9 |        | 13è     | 3     |
| 1953 | Ken Wharton              | Cooper      | Bristol  | ARG   | 500 | HOL Ret | BEL     | FRA Ret | GBR 8   | ALE 7   | SUI   | ITA NC | -       | 0     |
| 1954 | Owen Racing Organisation | Maserati    | Maserati | ARG   | 500 | BEL     | FRA Ret | GBR 8   | ALE NVS | SUI 6   | ITA   | ESP 8  | -       | 0     |
| 1955 | Vandervell Products Ltd  | Vanwall     | Vanwall  | ARG   | MON | 500     | BEL     | HOL     | GBR 9   | ITA Ret |       |        | -       | 0     |

### Resum
| Curses: | Victòries: | Pòdiums: | Poles: | Voltes ràpides: | Punts: |
| ------- | ---------- | -------- | ------ | --------------- | ------ |
| 16      | 0          | 0        | 0      | 0               | 3      |